# جابر دارنل
جابر دارنل (انگلیسی: Jabez Darnell؛ ۲۸ مارس ۱۸۸۴ – ۱۹۵۰ (۶۵−۶۶ سال)) بازیکن فوتبال اهل بریتانیا بود.
از باشگاه‌هایی که در آن بازی کرده‌است می‌توان به باشگاه فوتبال تاتنهام هاتسپر و باشگاه فوتبال نورث‌همپتون تاون اشاره کرد.